# Sphingomonadales
Die Sphingomonadales sind eine Ordnung innerhalb der Alphaproteobacteria und bestehen aus den Familien Erythrobacteraceae und Sphingomonadaceae. Sie sind in der Natur weit verbreitet und kommen z. B. im Boden, im Meer- und Süßwasser vor. Der Name bezieht sich auf die in der äußeren Zellmembran vorkommenden Sphingolipide.

## Merkmale
Es handelt sich um gramnegative Bakterien. Einige sind mit Geißeln beweglich. Die Zellform ist stäbchenförmig oder eiförmig. Einige Arten verändern im Laufe der Kultivierung ihre Zellform, sie sind pleomorph.
Ein wichtiges Merkmal ist das Vorkommen von Sphingolipiden in der äußeren Membran der Zellwand. Hier fehlen die für gramnegative Bakterien typischen Lipopolysaccharide (LPS), stattdessen sind verschiedene Sphingolipide enthalten. Die Sphingolipide ersetzen die LPS offenbar und haben ähnliche Funktionen, z. B. Schutz vor schädlichen Substanzen, u. a. auch vor Bakteriziden. Sphingolipide wurden nur in wenigen Gruppen der Prokaryoten nachgewiesen, sind bei den Eukaryoten aber häufig anzutreffen, vor allem bei Säugetieren im Nervengewebe. Weitere Bakteriengruppen, in denen Sphingolipide nachgewiesen wurden, sind Bacteroiden (z. B. Bacteroides und Sphingobacterium) und Mycoplasma der grampositiven Firmicutes. Es handelt sich um phylogenetisch weit voneinander entfernte Gruppen, wodurch das Vorkommen der Lipide für die taxonomische Einordnung nützlich ist. Bei den Sphingolipiden der Sphingomonadales handelt es sich um das Glycosphingolipid Galacturonosyl-Ceramid (z. B. bei Sphingopyxism terrae) und das Glucuronosyl-Ceramid (z. B. bei verschiedenen Arten der Gattungen Erythrobacter und Sphingomonas).

## Stoffwechsel
Alle bisher bekannten Vertreter der Ordnung Sphingomonadales sind aerob und chemoorganotroph. Einzige Ausnahme ist der fakultativ anaerobe Ethanolgärer Zymomonas mobilis, der für die Herstellung des Gärgetränks Pulque genutzt wird. Einige Arten der Gattungen Erythrobacter, Erythromicrobium, Porphyrobacter und Sandaracinobacter sowie einige Arten von der Gattung Sphingomonas besitzen Chlorophyll a und sind daher fakultativ photoorganotroph (Energiegewinnung durch Photosynthese).

## Nutzung durch den Menschen
Einige Arten sind in der Lage, verschiedene, für andere Organismen giftige Stoffe im Stoffwechsel zu nutzen. So kann beispielsweise die Art Novosphingobium naphthalenivorans das umweltschädliche Kohlenstoffaromat Naphthalin im Stoffwechsel als einzige Kohlenstoffquelle nutzen. Diese Fähigkeit machen einige Arten für den Einsatz in Bodensanierungen interessant. Arten wie Sphingomonas paucimobilis werden auch in der Lebensmittelindustrie zur Produktion des Lebensmittelzusatzstoffes Gellan genutzt. Das von Sphingomonas paucimobilis produzierte Gellan kann auch in der Mikrobiologie als Ersatz für Agar in der Kultivierung von Bakterienstämmen eingesetzt werden.

## Systematik
Die Ordnung Sphingomonadales beschreibt innerhalb der Alphaproteobacteria eine phylogenetisch klar abgegrenzte Linie und besteht aus den Familien Sphingomonadaceae und Erythrobacteraceae. Die Typusgattung Sphingomonas wurde aufgrund phylogenetischer Analyse mit zunächst fünf Arten beschrieben, wobei deren eigene Typusart Sphingomonas paucimobilis bis dato „Pseudomonas paucimobilis“ benannt war. Bei der Namensgebung der Ordnung wurde die frühere Beschreibung der Gattungen Zymomonas und der Gattung Erythrobacter nicht berücksichtigt.
Neue Erkenntnisse in der Phylogenie als Grundlage der Bakterientaxonomie sorgten für gewaltige Umstellungen in der Domäne Bakterien. Im Zuge dieser Neuordnung entstand später die sehr weit gefasste Gattung Sphingomonas. Einige Arten wurden von anderen Gattungen transferiert, beispielsweise Flavobacterium (Bacteroidetes), Pseudomonas (Gammaproteobacteria). Andererseits waren sowohl vorher (als auch danach) einige genauer gefasste Gattungen beschrieben worden. Obwohl versucht wurde, die Taxonomie im Sinne der Phylogenie umzugestalten, ist innerhalb der Familie Sphingomonadaceae noch keine tragfähige Grundlage der Nomenklatur gefunden worden. Abgeschwächt gilt das auch für die Familie Erythrobacteraceae.
Nach außen ist die Ordnung Sphingomonadales gut abgegrenzt gegenüber anderen Ordnungen in den Alphaproteobacteria, chemotaxonomisch und phylogenetisch (16S rRNA Gensequenzanalyse und Analyse von 106 ausgewählten Protein- und rRNA codierenden DNA-Sequenzen). Da allerdings innerhalb der Familie Sphingomonadaceae der Genus Asticcacaulis und Caulobacter leidyi bislang der Familie Caulobacteraceae zugeordnet sind, kann man die Ordnung Sphingomonadales trotz guter Datenlage noch nicht als monophyletisch, sondern nur als paraphyletisch bezeichnen.
Gattungen:
- Sphingomonadaceae Lee et al. 2005
  - Blastomonas Sly and Cahill 1997 emend. Hiraishi et al. 2000
  - Erythromonas Yurkov et al. 1997
  - Novosphingobium Takeuchi et al. 2001
  - Parasphingopyxis Uchida et al. 2012
  - Sandaracinobacter Yurkov et al. 1997
  - Sandarakinorhabdus Gich and Overmann 2006
  - Sphingobium Takeuchi et al. 2001
  - Sphingomonas Yabuuchi et al. 1990
  - Sphingopyxis Takeuchi et al. 2001
  - Sphingosinicella Maruyama et al. 2006 emend. Geueke et al. 2007
  - Stakelama Chen et al. 2010
  - Zymomonas Kluyver and van Niel 1936

- Erythrobacteraceae Kosako et al. 2000
  - Alterierythrobacter Kwon et al. 2007
  - Croceicoccus Xu et al. 2009
  - Erythrobacter Shiba and Simidu 1982
  - Erythromicrobium Yurkov et al. 1994
  - Porphyrobacter  Fuerst et al. 1993